# Igor Evgen Bergant
Igor Evgen Bergant, slovenski televizijski novinar in športni komentator, * 6. november 1967, Ljubljana.
Bergant se je sredi devetdesetih let dvajsetega stoletja uveljavil s prenosi alpskega smučanja na TV Slovenija, predvsem v navezi s strokovnim komentatorjem Tomažem Cerkovnikom. Kasneje se je osredotočil na prenose nogometa. Med letoma 2002 in 2007 je bil urednik športnega programa na Televizije Slovenija.

## Življenjepis
Igor je obiskoval Osnovno šolo Franceta Bevka v Ljubljani (1974–1982) in med letoma 1982 in 1986 Gimnazijo Poljane (tedaj Srednja šola za družboslovje in splošno kulturo Vida Janežič). Oče Evgen Bergant (1934–2004) je bil dolgoletni urednik športne redakcije časnika Delo, mati Marija Knez Bergant (*1934) pa nekdanja atletinja. Njegov stric Boris Bergant (*1948) je bil prav tako novinar, večji del poklicne kariere na Radioteleviziji Ljubljana (kasneje RTV Slovenija). Leta 1993 je diplomiral na Fakulteti za družbene vede Univerze v Ljubljani, kjer je študiral novinarstvo. Na Radioteleviziji Slovenija se je na ekranu prvič pojavil leta 1989, ko je skupaj z Miranom Ališičem pripravljal reportaže s svetovnega prvenstva v veslanju na Bledu. Leta 1990 je poročal s SP v nogometu v Italiji, prvi neposredni prenos alpskega smučanja pa je opravil v Kranjski Gori leta 1992, ko je nasledil dolgoletnega smučarskega reporterja Marka Rožmana. Alpsko smučanje je komentiral do leta 2002. Med letoma 1992 in 2006 je v različnih vlogah poročal z vseh olimpijskih iger, kot komentator pa je spremljal svetovna prvenstva v nogometu leta 1994, 1998 in 2006 ter evropska prvenstva v letih 2000 in 2004. Leta 2002 je na mestu urednika športnega programa Televizije Slovenija zamenjal Marjana Laha, to vlogo pa je opravljal do pomladi 2007.
Od 28. marca 2011 vodi osrednjo informativno oddajo Odmevi na nacionalni televiziji.